# Rödstensfjärden

Rödstensfjärden är en fjärd i Östra Mälaren i Stockholms län.
Fjärden är cirka 5 kilometer lång och begränsas i öst av Vårbyfjärden vid Slagsta holme. I väst, ungefär i höjd med Sturehovs slott respektive Ekerö kyrka, övergår den i Kyrkfjärden. Landområden i syd är Norsborg och Hallunda och i norr är det Ekerö. Största djup är på cirka 21 meter.
Ur Rödstensfjärden får stora delar av Stockholm och tio andra kommuner sitt dricksvatten (se Norsborgs vattenverk). När Eriksdalsverket vid Årstaviken stängdes 1923 började man ta råvattnet till Norsborgsverket från Rödstensfjärden på 9 meters djup. Sedan 1974 tas vattnet huvudsakligen från 11 meters djup med två 1300 mm stålrörsledningar. Den årliga dricksvattenproduktionen (avser 2009) ligger på drygt 80 miljoner kubikmeter.